# آیزاک لویتان
اسحاق لویتان (روسی: Исаа́к Ильи́ч Левита́н؛ زاده ۳۰ اوت ۱۸۶۰ - درگذشته ۴ اوت ۱۹۰۰) یک نقاش منظره اهل امپراتوری روسیه بود.

## زندگی و کار

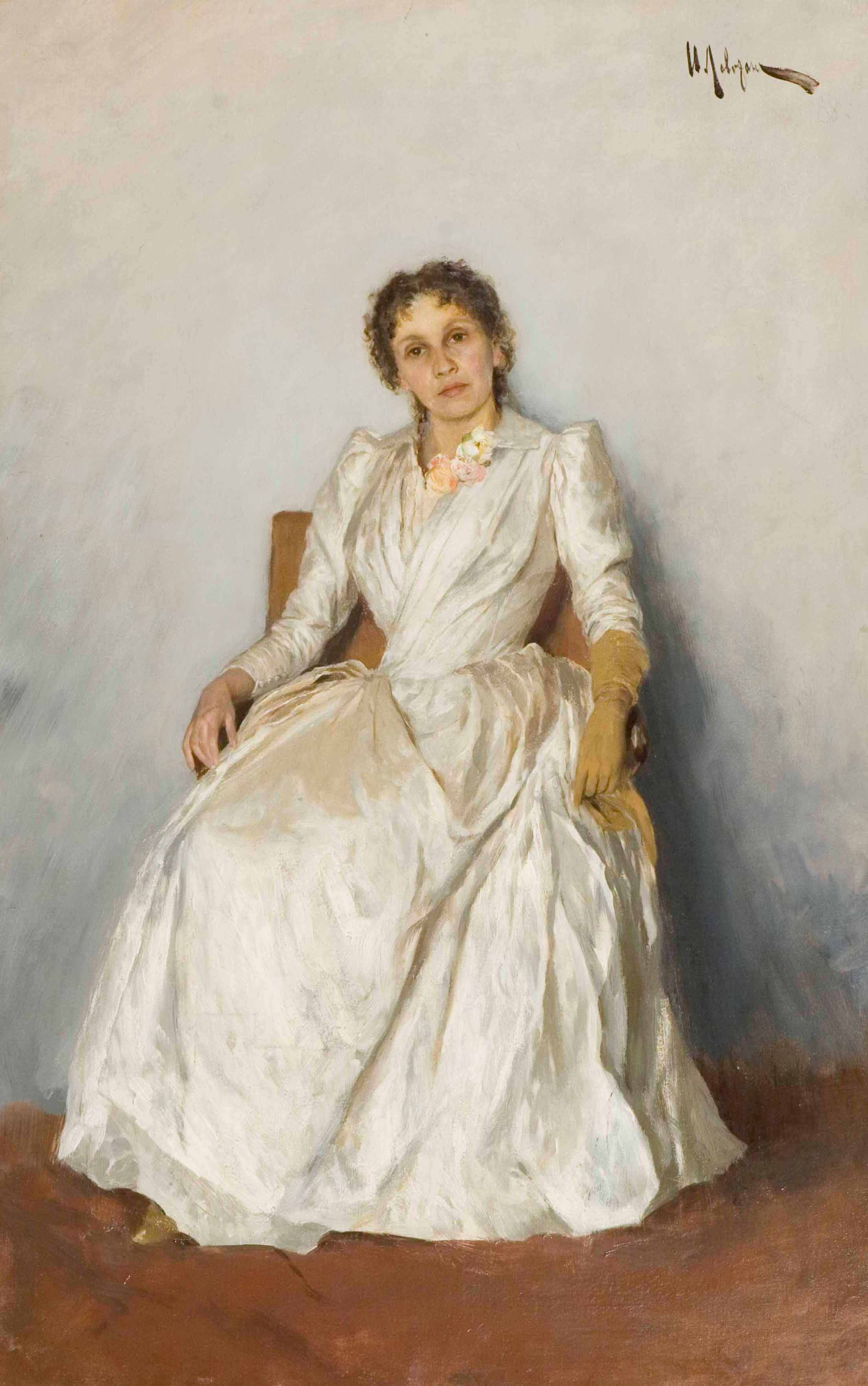
سوفیا کووشینیکوا اثر ایزاک لویتان

آیزاک ایلیچ لویتان در ایالت کیبارتای، استان اوگوستو در پادشاهی لهستان، بخشی از امپراتوری روسیه (لیتوانی امروزی) در خانواده ای فقیر اما تحصیل کرده متولد شد. پدرش الیاشیو لویتان پسر یک خاخام بود، یشیوا را به اتمام رساند و خودآموز بود. او آلمانی و فرانسوی را در کاوناس آموخت و بعداً به عنوان مترجم در ساخت پل راه‌آهن برای یک شرکت ساختمانی فرانسوی کار کرد. در آغاز سال ۱۸۷۰، خانواده لویتان به مسکو نقل مکان کردند.
آیزاک لویتان در سپتامبر سال ۱۸۷۳، وارد مدرسه نقاشی، مجسمه‌سازی و معماری مسکو شد که برادر بزرگترش «آول» قبلاً دو سال در آن تحصیل کرده بود. پس از یک سال در کلاس و کپی آثار، به کلاس طبیعت گرایانه منتقل شد و به زودی پس از آن به کلاس منظره رفت. اساتید لویتان الکسی  ساراسوف معروف، واسیلی پروف و واسیلی پولنوف بودند. در سال ۱۸۷۵ در مدرسه نیکولای چخوف، برادر نویسنده روسی، آنتون چخوف که بعداً نزدیکترین دوست لویتان شد، رفت.
در سال ۱۸۷۵، مادرش درگذشت و پدرش به شدت بیمار شد و نتوانست از چهار فرزند حمایت کند و در سال ۱۸۷۷ درگذشت. خانواده در فقر فرورفتند. برای حمایت از استعدادها و دستاوردهای لویتان، خاستگاه یهودی او و نگه داشتن وی در مدرسه، کمک هزینه درسی دریافت کرد و بورسیه شد.

## برخی آثار

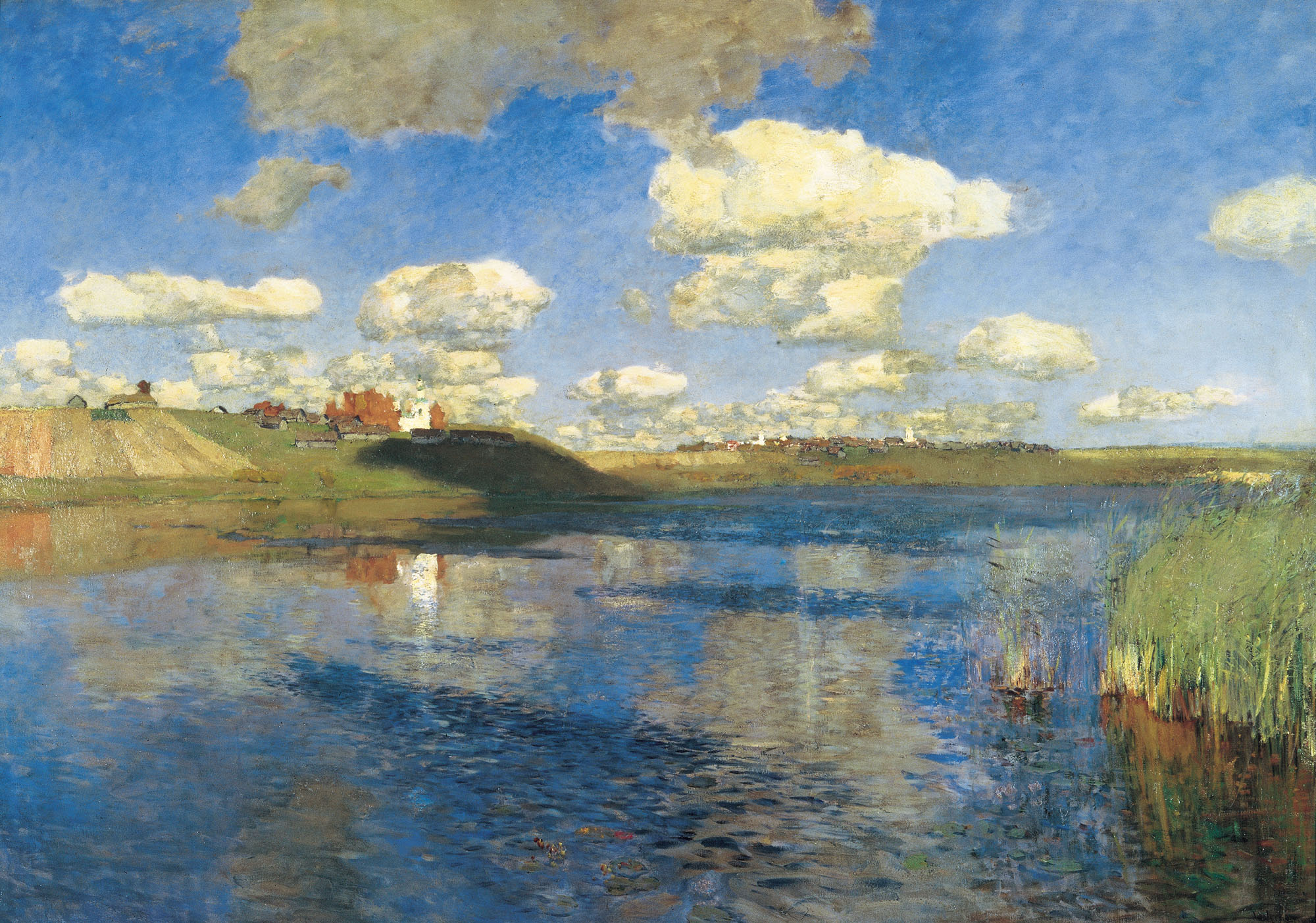
دریاچه روسیه ۱۹۰۰. آخرین نقاشی و ناتمام لویتان.
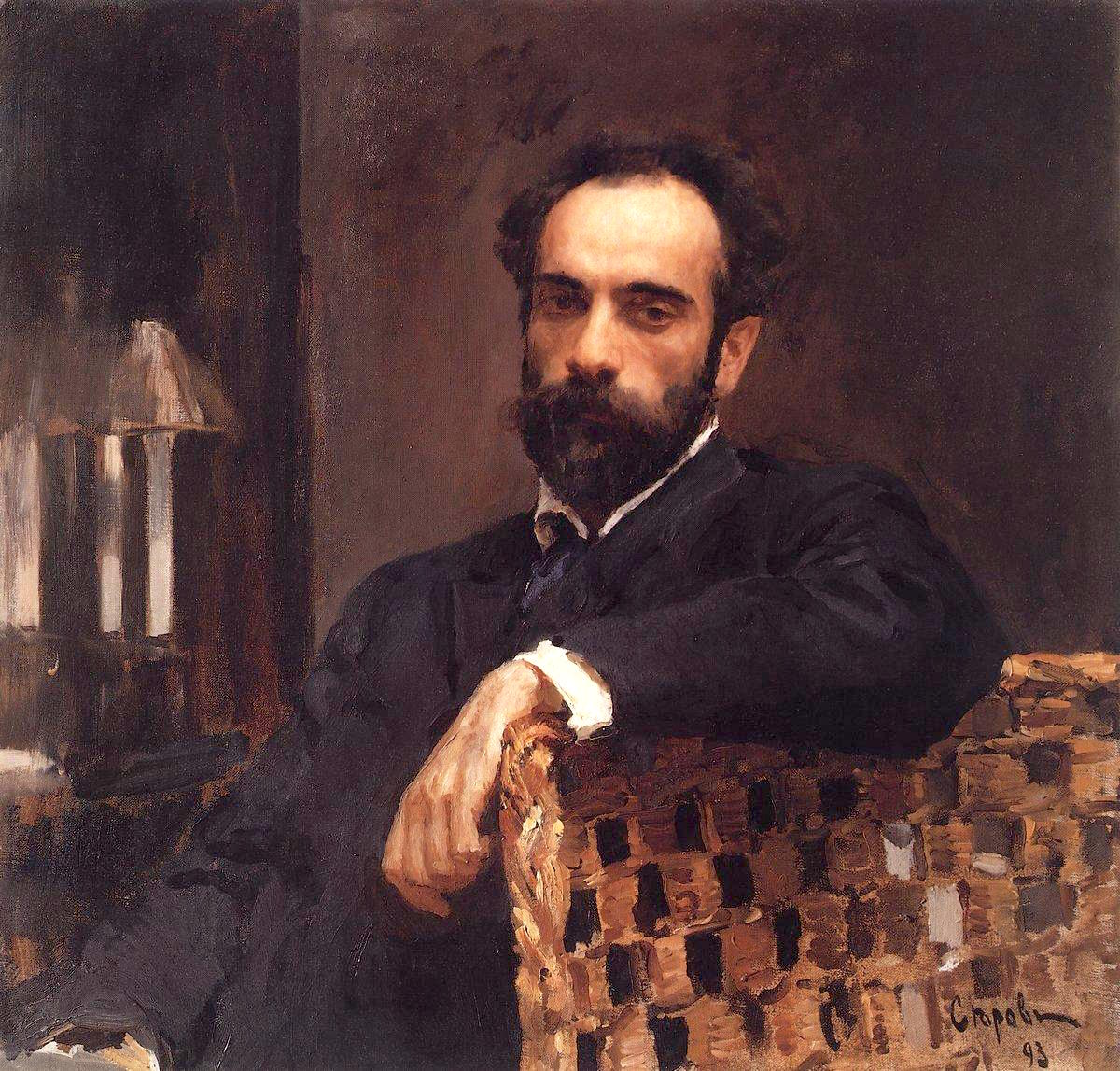
پرتره لویتان اثر والنتین سروف (۱۸۹۳)
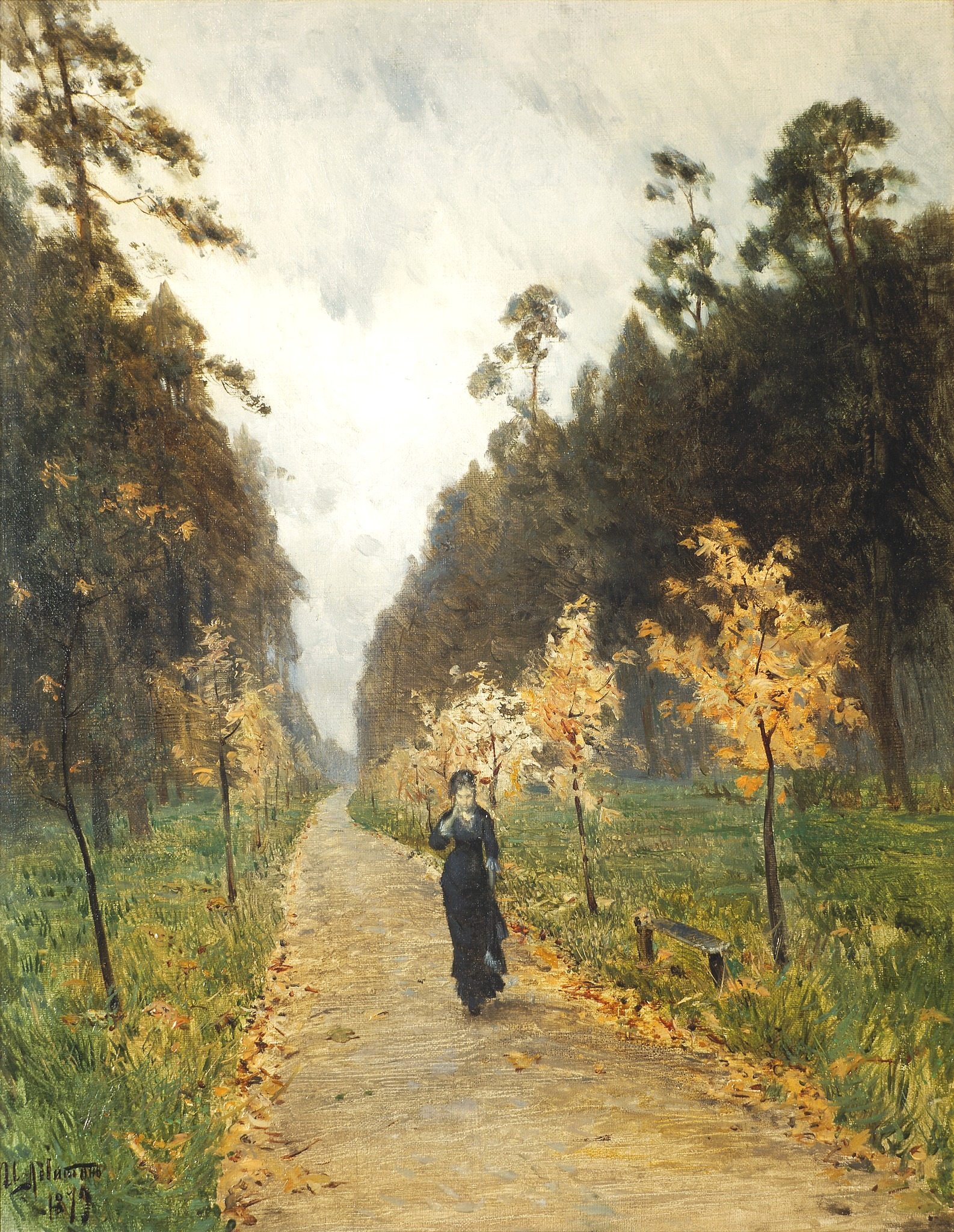
روز پاییز سوکولنیکی. ۱۸۷۹
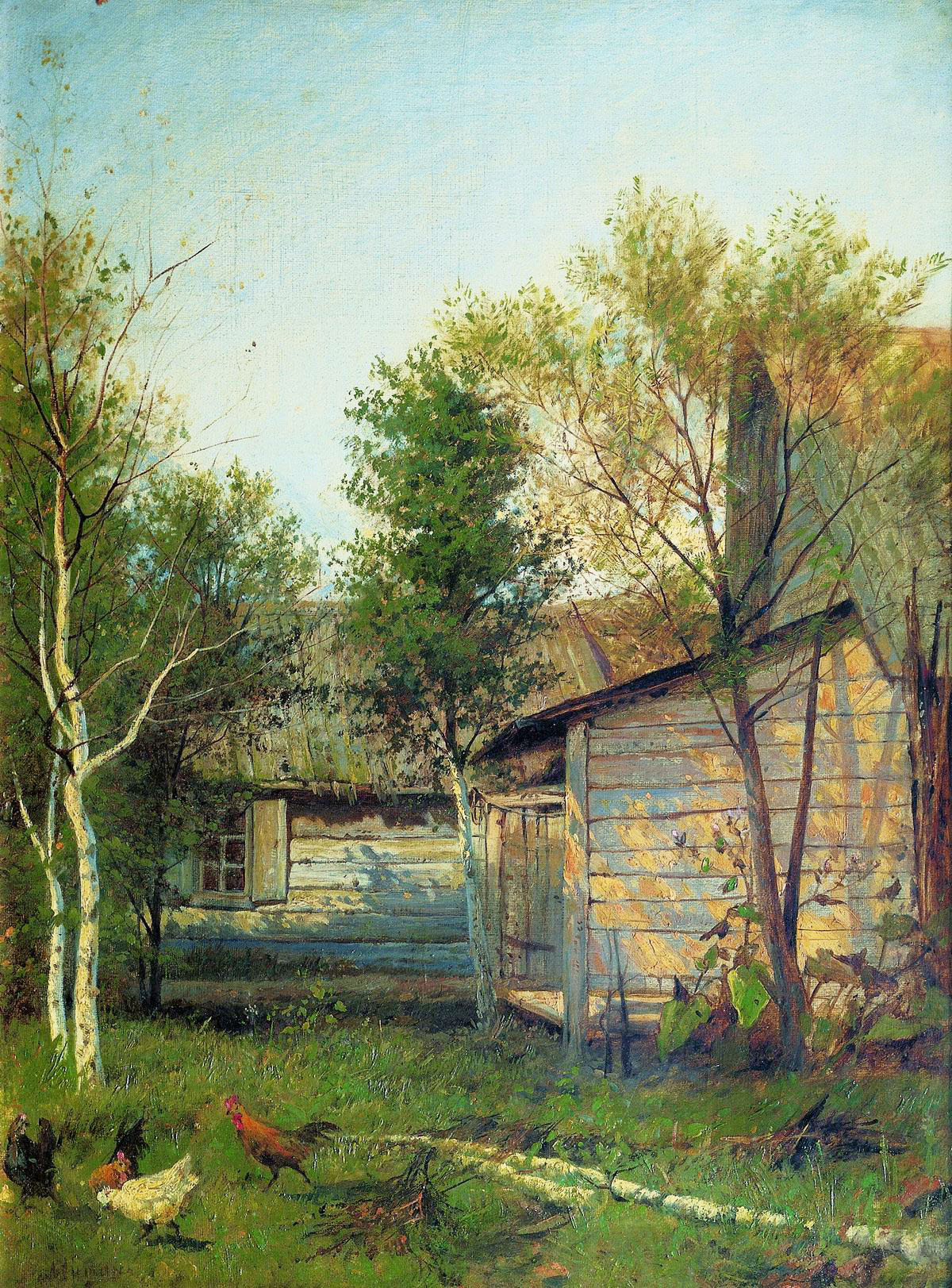
روز آفتابی (۱۸۷۶)
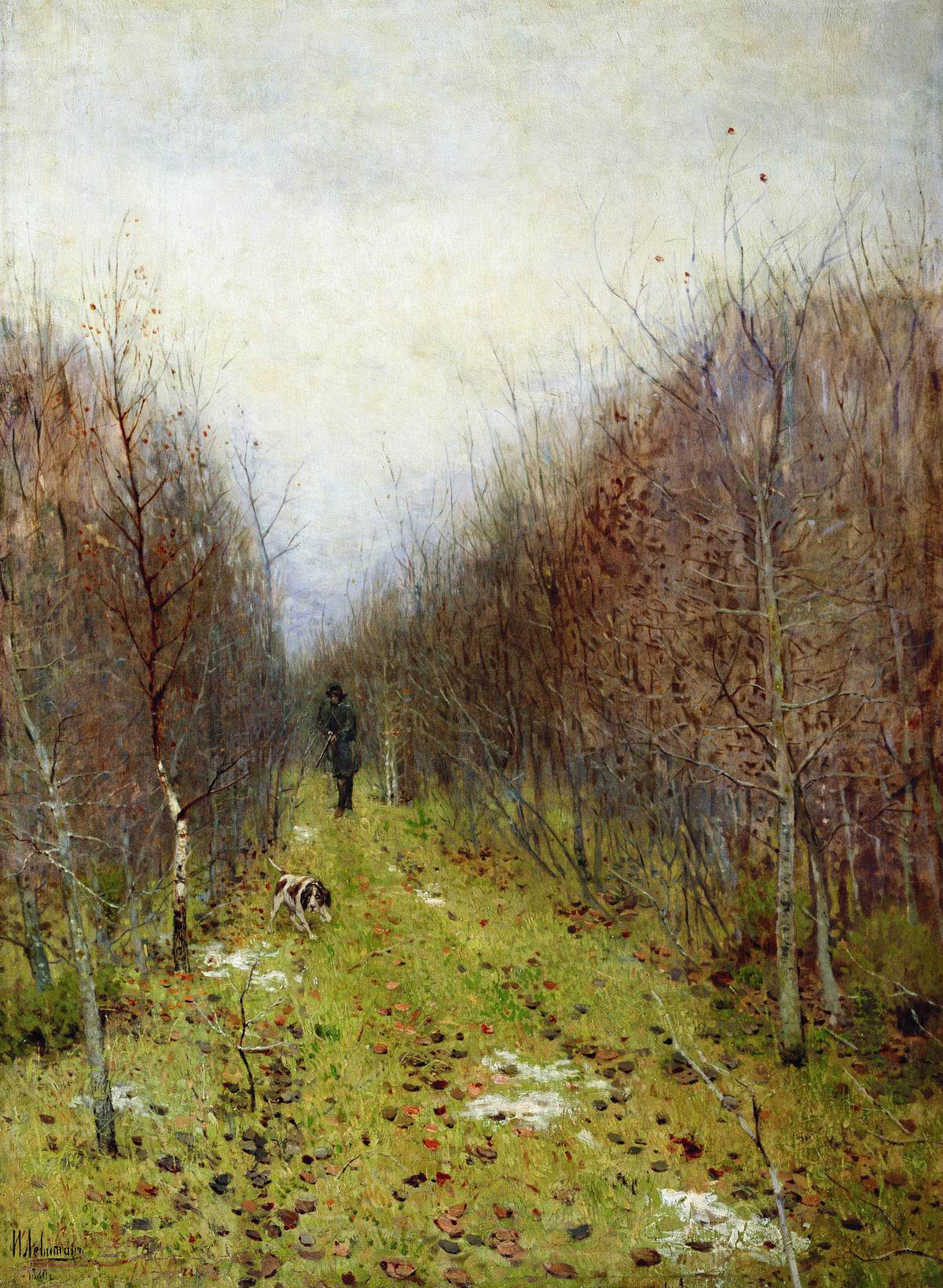
چشم انداز پاییزی (۱۸۸۰)
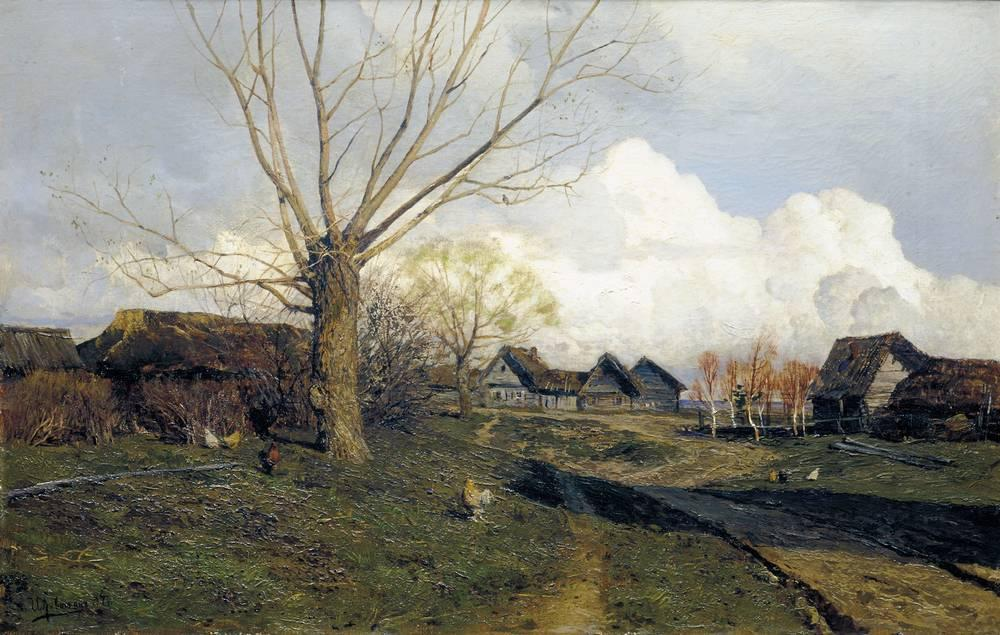
ساوینسکایا اسلوبودا نزدیک زونیگورود (۱۸۸۴)
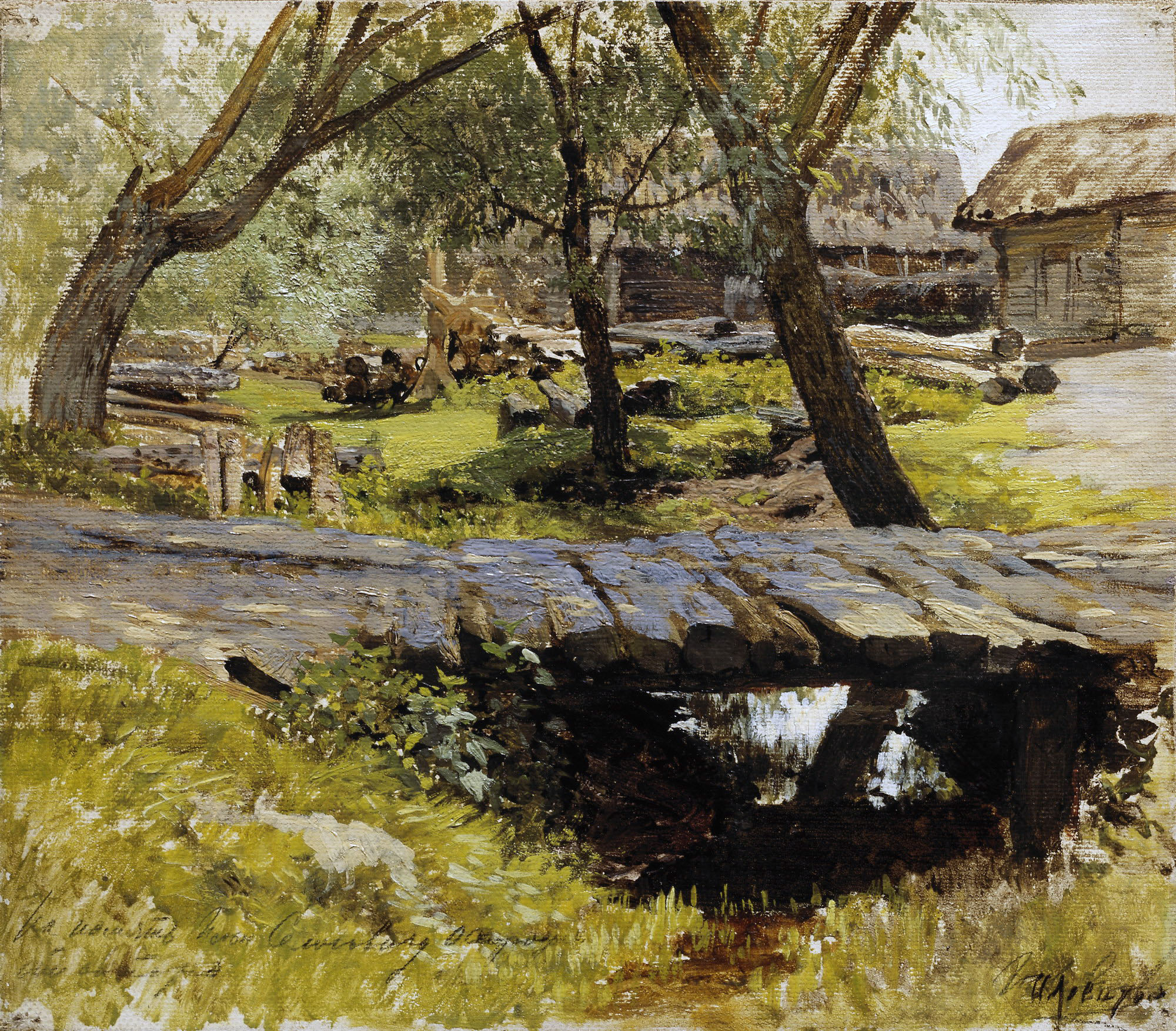
پل ساوینسکایا اسلوبودا
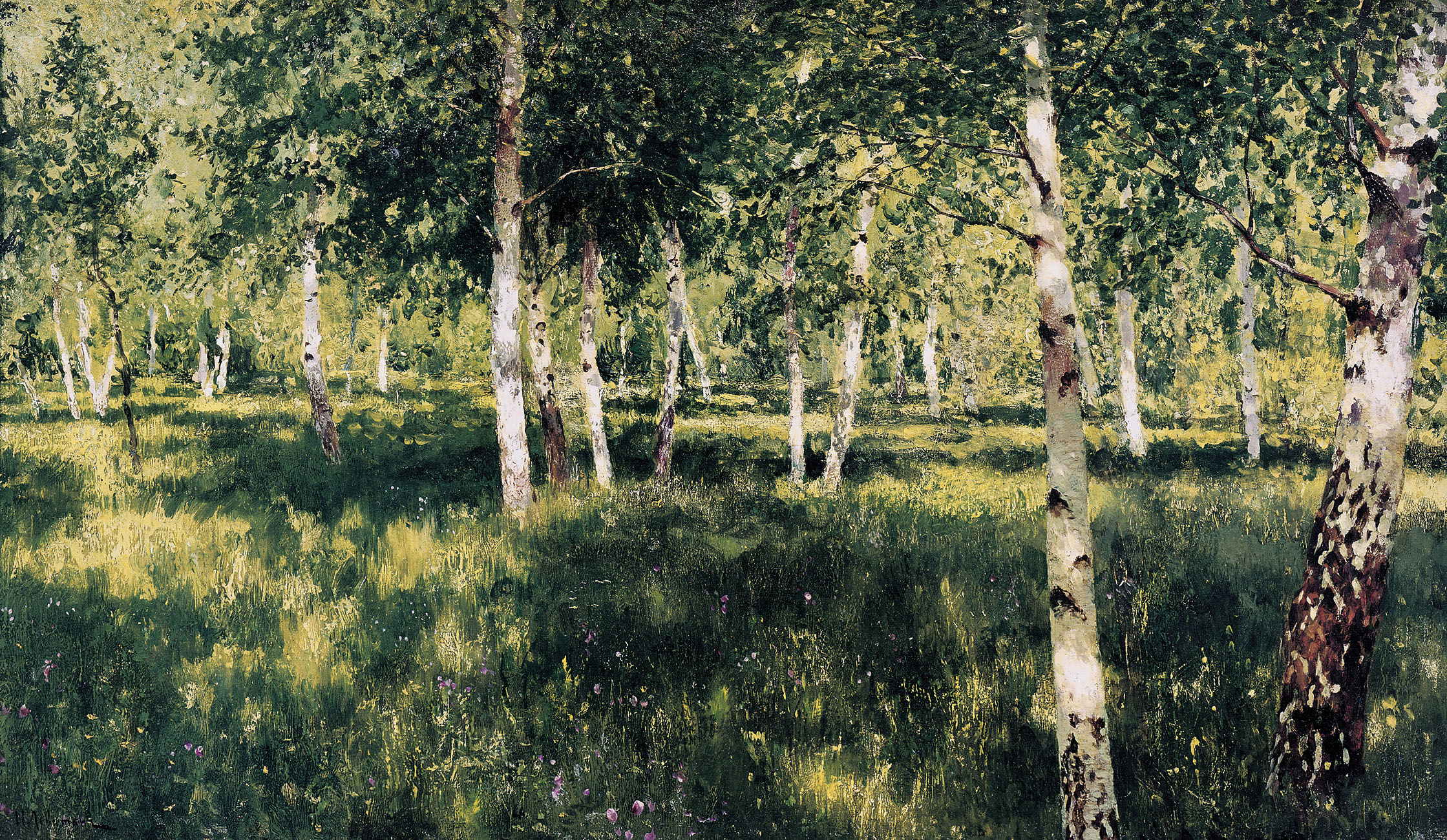
جنگل درختان فان(غوشه) (۱۸۸۵-۱۸۸۹)
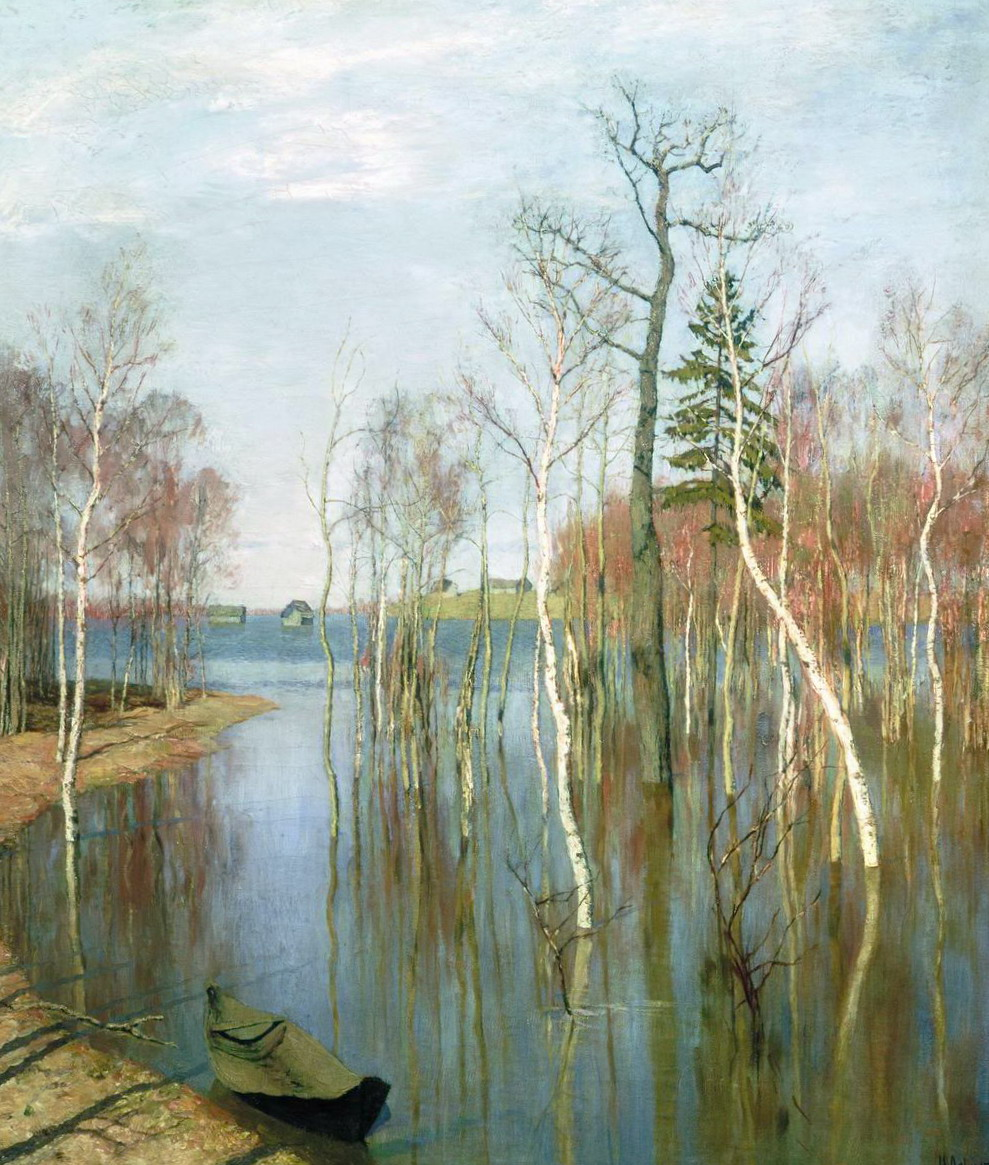
بهار، فراوانی آب
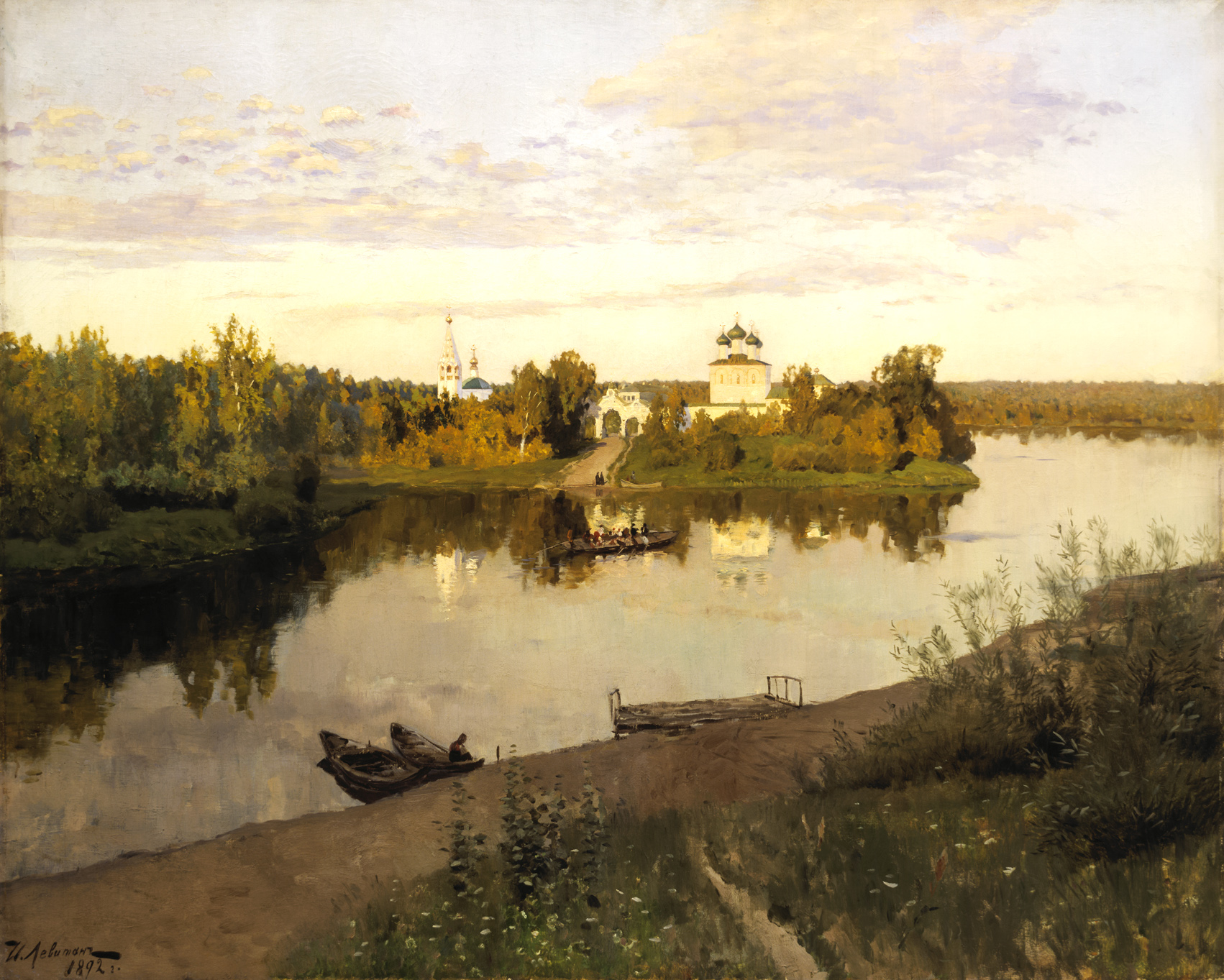
زنگ‌های عصر (۱۸۹۲)
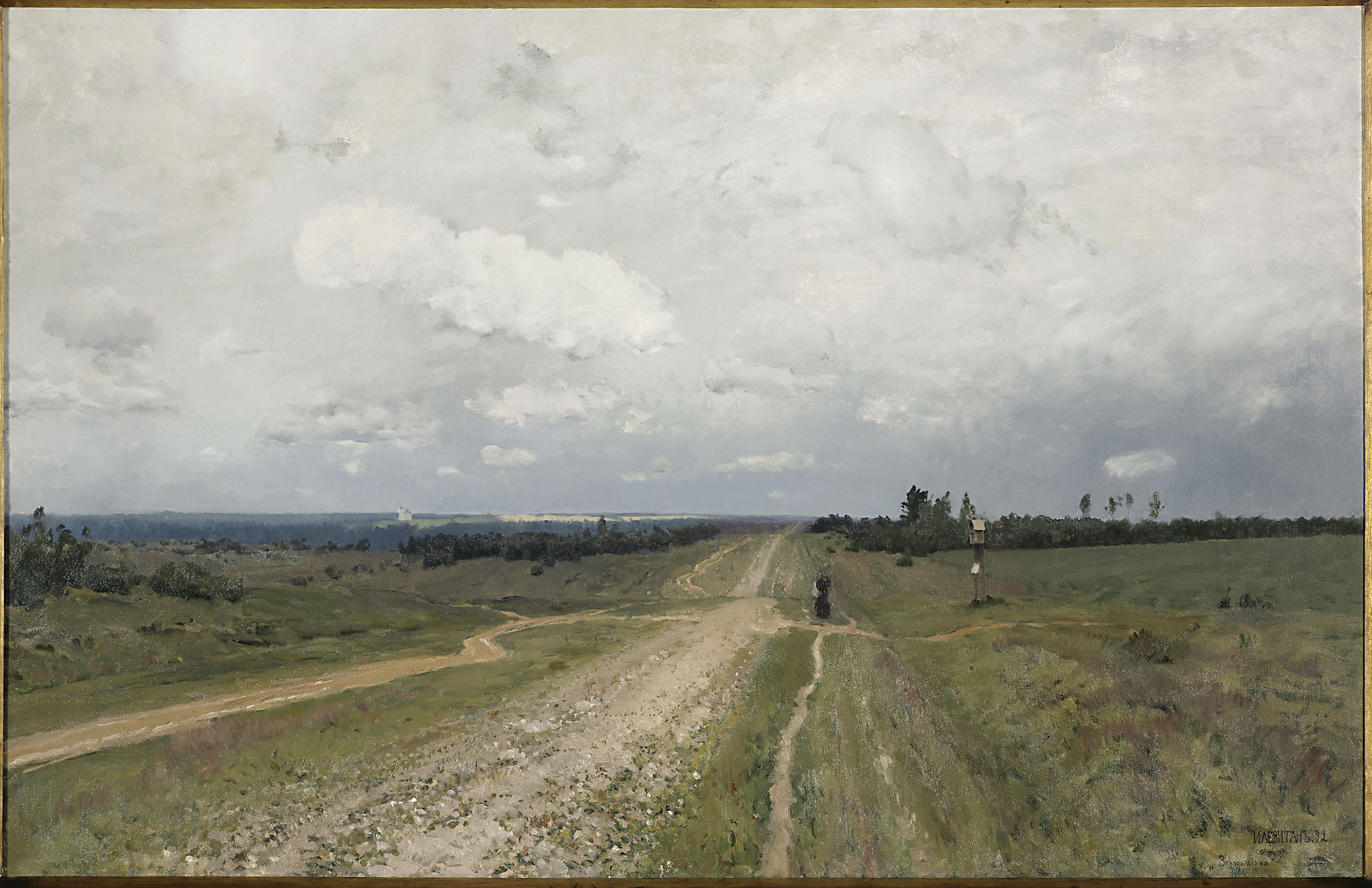
جاده ولادیمیرکا، ۱۸۹۲
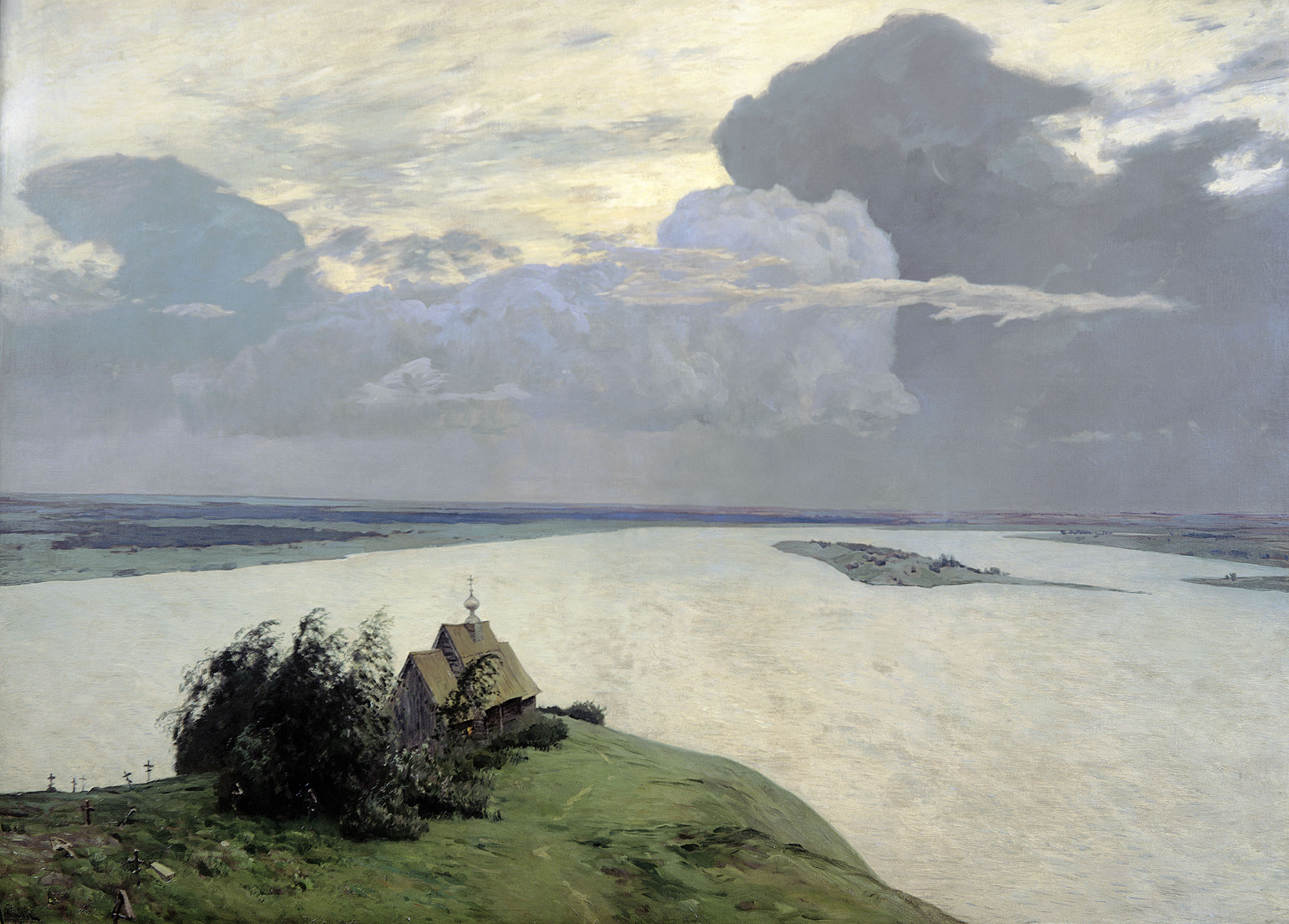
برفراز صلح ابدی (۱۸۹۴)
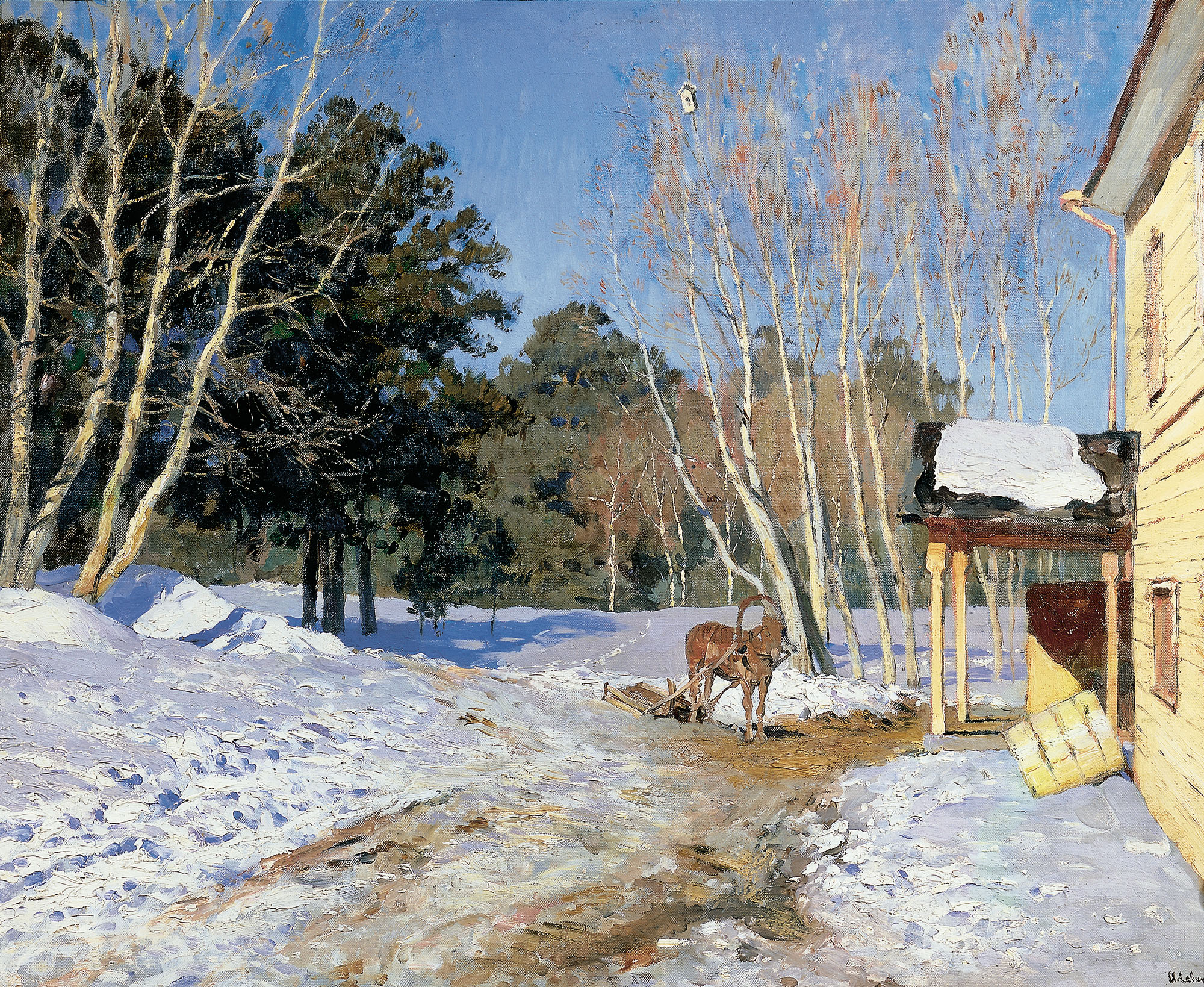
مارس (۱۸۹۵)
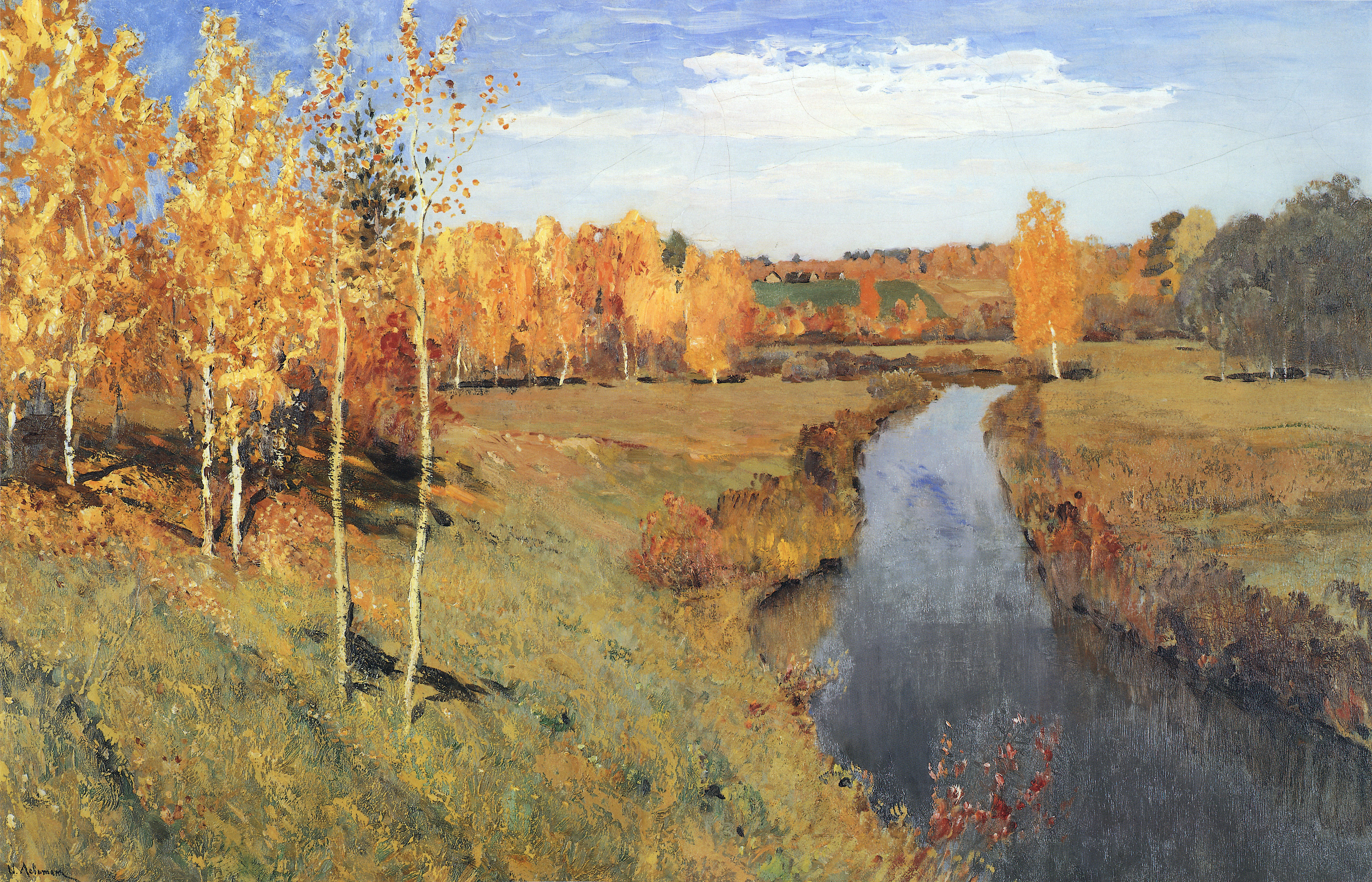
پاییز طلایی (۱۸۹۵)
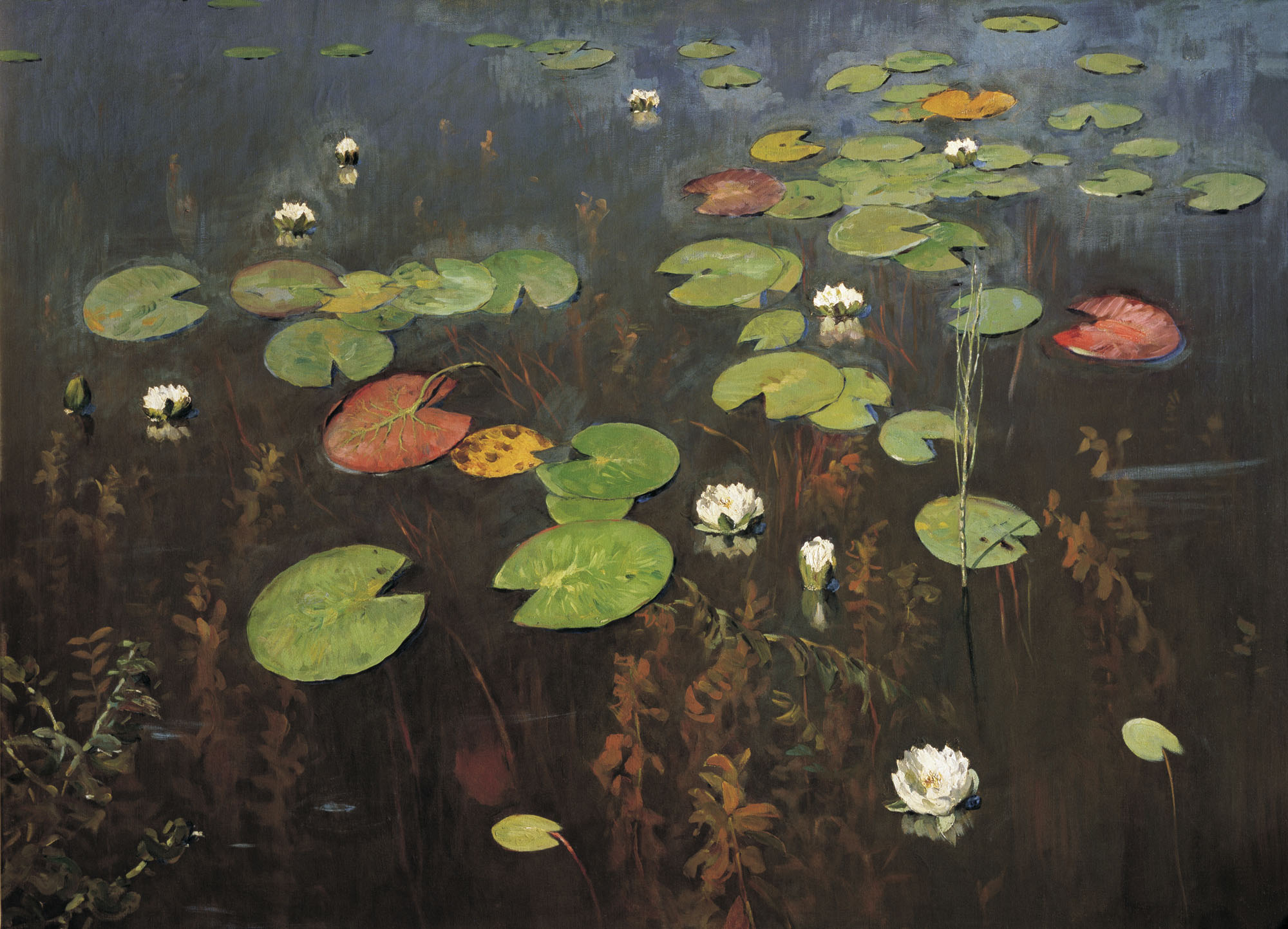
نیلوفرهای آبی (۱۸۹۵)
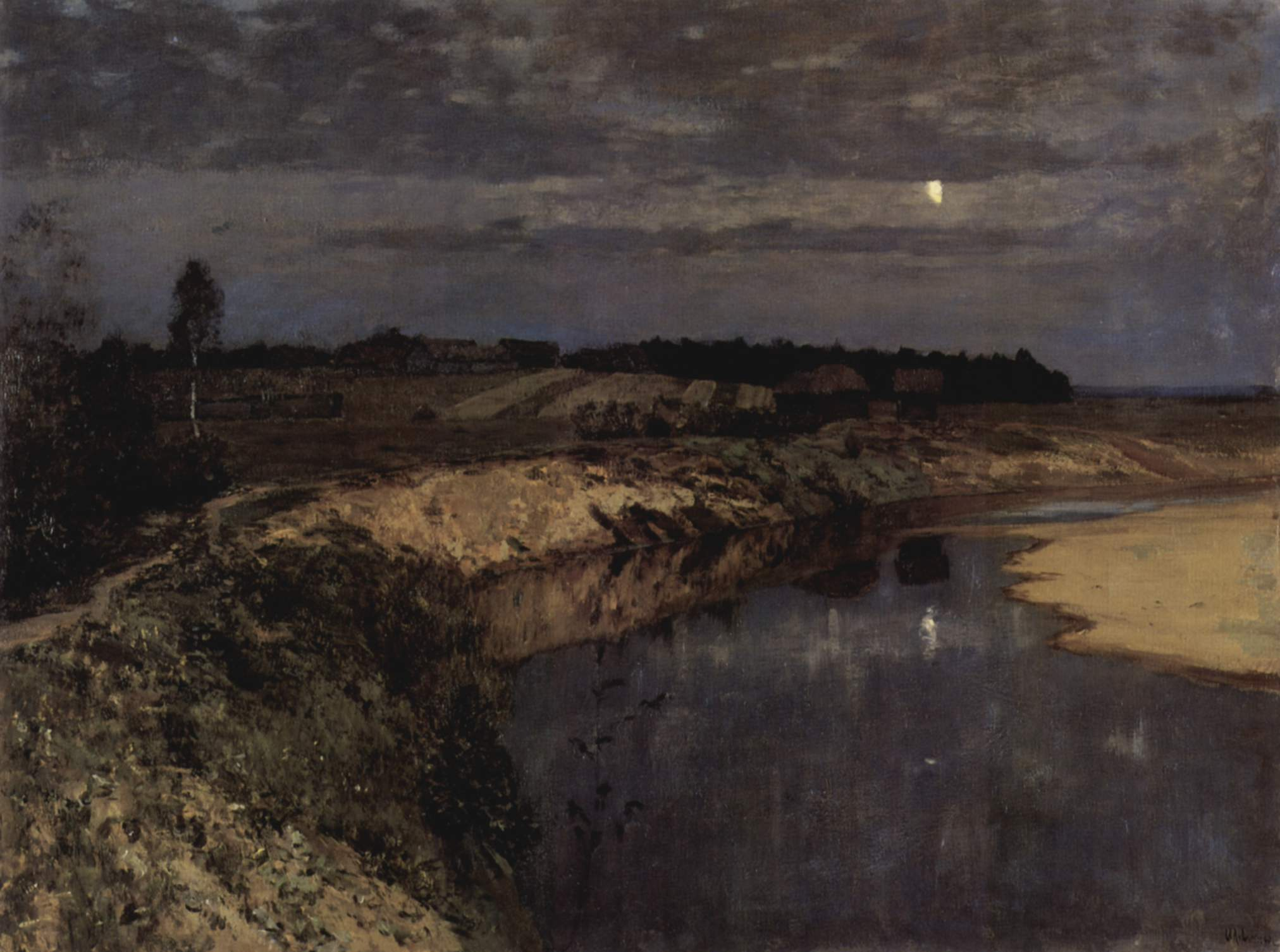
سکوت (۱۸۹۸)
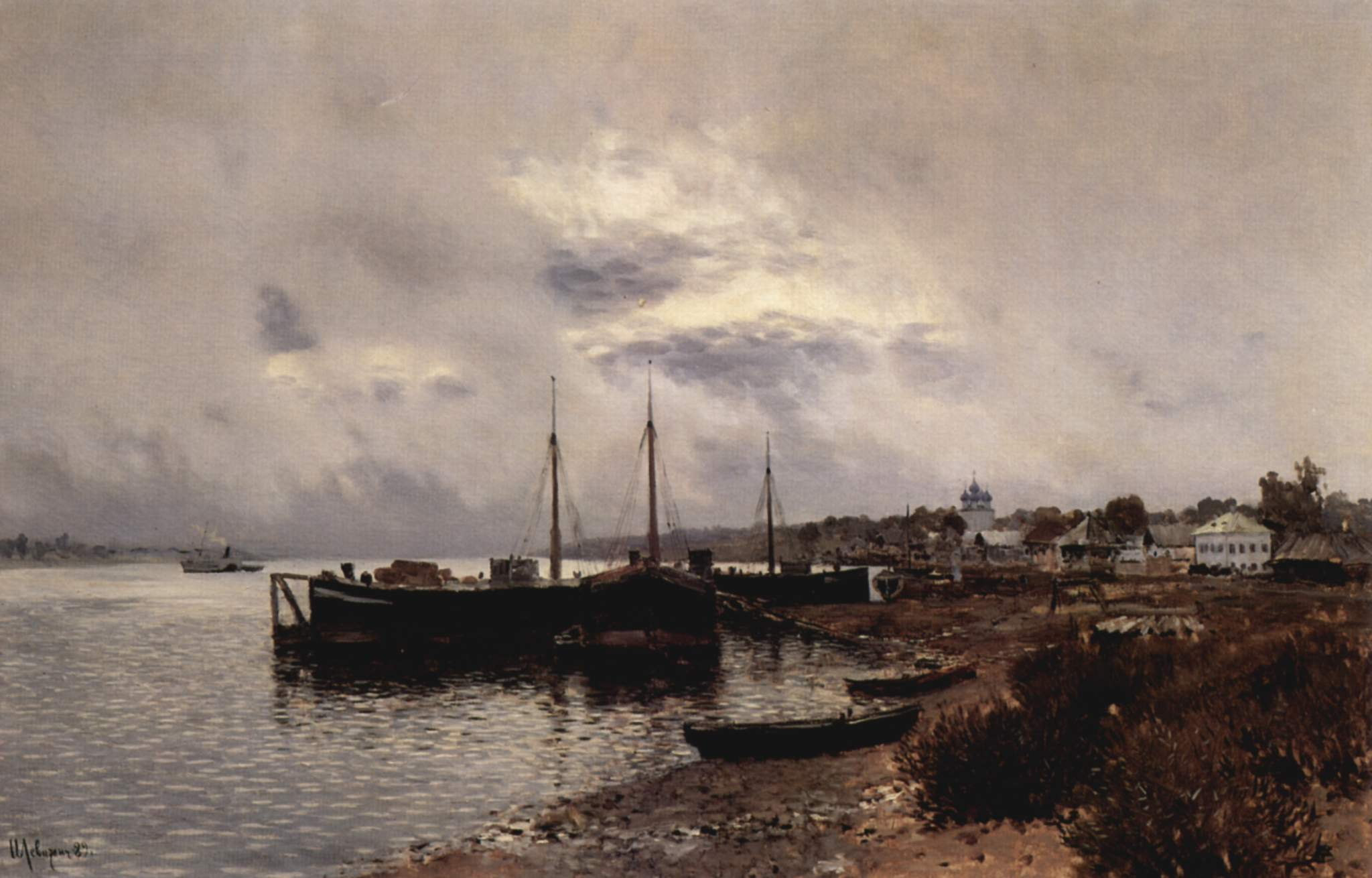
پلیوس (۱۸۸۹)
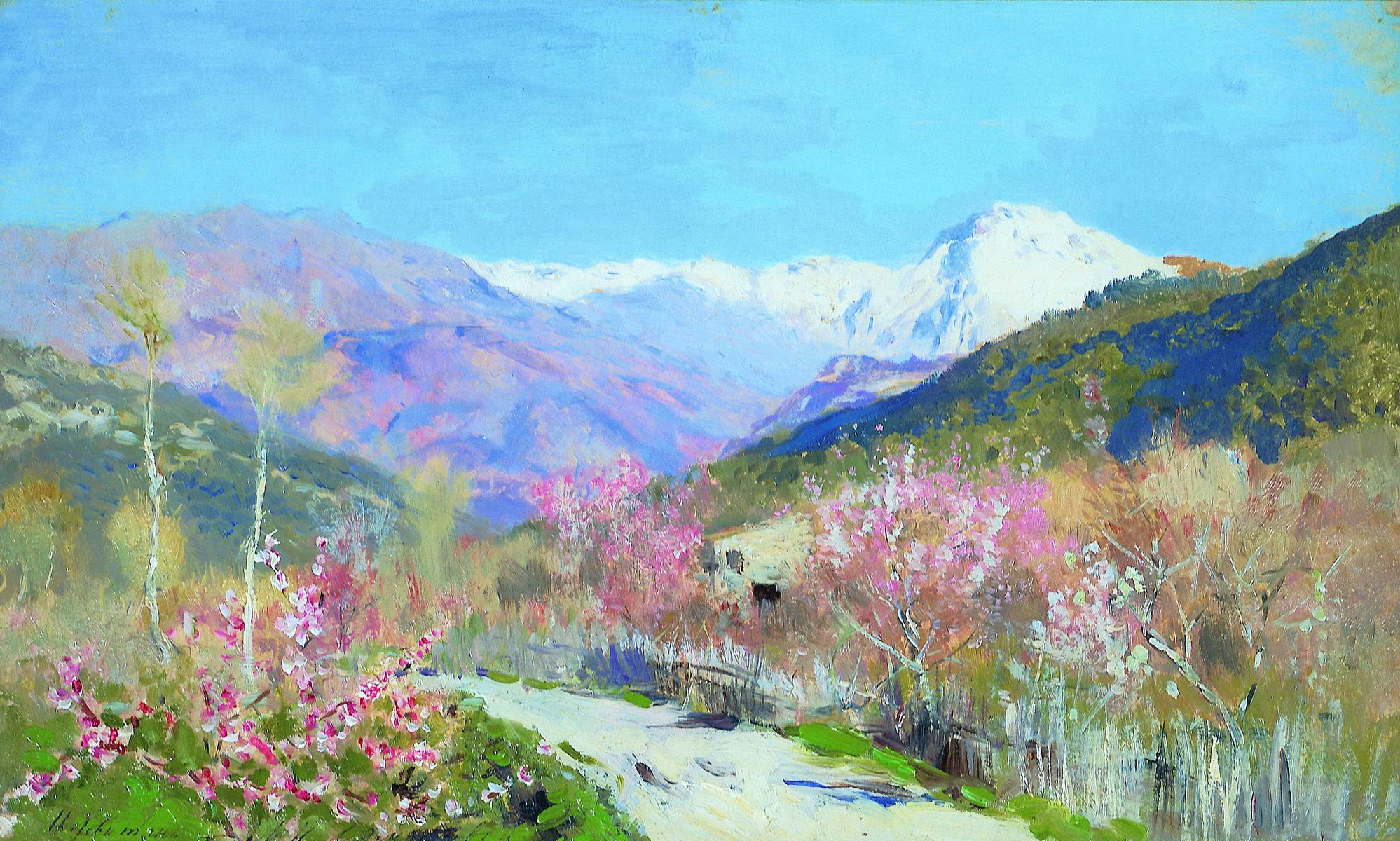
بهار در ایتالیا (۱۸۹۰)
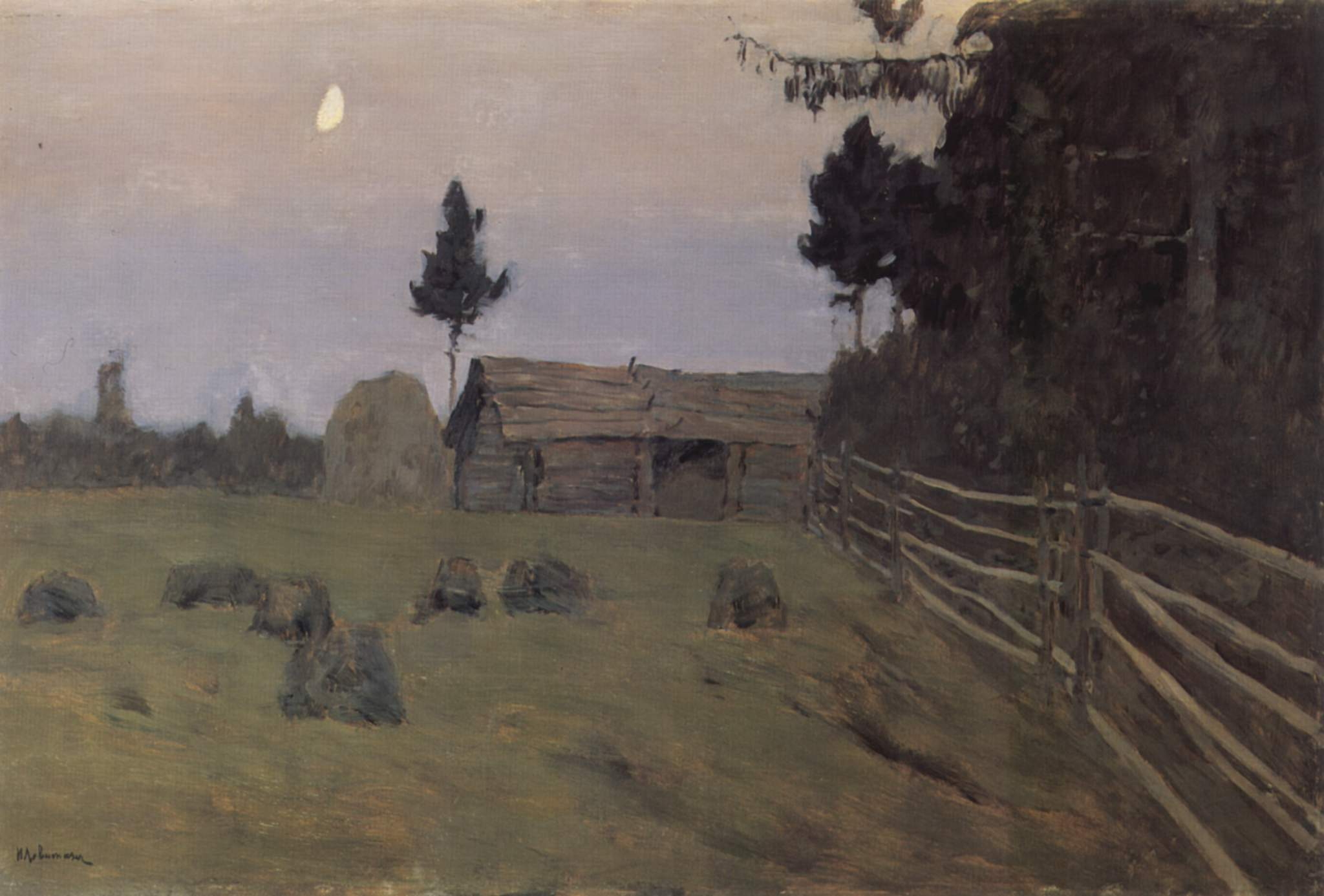
غروب (۱۹۰۰)